# مران رمادي
المُران الرمادي أو المن (باللاتينية: Fraxinus ornus) نوع نباتي ينتمي إلى جنس المُران من الفصيلة الزيتونية.

## البيئة والانتشار
موطنه بلاد الشام وتركيا والقوقاز والبلقان وجنوب ووسط أوروبا وصولاً إلى إيطاليا وإسبانيا.